# Réactions internationales à la guerre de Gaza depuis 2023
Pour un article plus général, voir Guerre de Gaza depuis 2023.

Carte anglophone des réactions internationales. et : Israël et territoires palestiniens ; ': Condamnation du Hamas et/ou soutien à Israël ; ' : Appel à l'apaisement des tensions ; ' : Condamnation d'Israël et/ou soutien à la Palestine

Les réactions internationales à la guerre de Gaza depuis 2023 sont les efforts diplomatiques en faveur d'un cessez-le-feu, les expressions de soutien à l'un des deux belligérants, les procédures judiciaires engagées contre l'un des deux belligérants, ou contre le soutien à un belligérant, les enquêtes sur les massacres commis.
Le 7 octobre 2023, une large escalade du conflit israélo-palestinien débute par l'offensive coordonnée de plusieurs groupes combattants palestiniens contre Israël.  Israël se livre alors à un bombardement de la bande Gaza, instaure un blocus de l'enclave, qui entraîne une crise humanitaire aiguë et une situation de famine. Plus de 44 000 Palestiniens sont ainsi tués à Gaza entre le 7 octobre 2023 et le 9 décembre 2024.
De nombreux acteurs étatiques ou non appellent à un cessez-le-feu et à une désescalade. Le 27 octobre 2023, l'Assemblée générale des Nations unies adopte une résolution appelant à une trêve humanitaire immédiate et durable et à la cessation des hostilités, adoptée par un vote de 121 États contre 14, avec 44 abstentions.
De nombreux pays dans le monde condamnent les attaques du Hamas puis condamnent aussi par la suite la réponse militaire d'Israël, qu'ils jugent disproportionnée. L'Afrique du Sud engage contre Israël une procédure auprès de la Cour internationale de justice pour violation de la Convention pour la prévention et la répression du crime de génocide dans la bande de Gaza. Plusieurs pays officialisent leur reconnaissance d'un Etat de Palestine. Le Belize, la Bolivie, la Colombie et le Nicaragua interrompent leurs relations diplomatiques avec Israël, tandis que Bahreïn, le Tchad, le Chili, le Honduras, la Jordanie, l'Afrique du Sud et la Turquie rappellent leurs ambassadeurs invoquant les méthodes de guerre israéliennes.  
Le secrétaire général de l'ONU condamne l'attaque du Hamas mais considère que l'occupation israélienne des territoires palestiniens a contribué à l'escalade de la violence.  

## Par régions

### Moyen-Orient
- Arabie saoudite : le ministère des Affaires étrangères appelle à un « arrêt immédiat des violences entre Israéliens et Palestiniens »[2]. Il rejette « catégoriquement » tout déplacement de la population de Gaza, condamne le bombardement de « civils (palestiniens) sans défense » et, le 14 octobre, décide de suspendre les discussions sur la normalisation des relations avec Israël[3].
- Bahreïn : novembre 2023, rappel de son ambassadeur en Israël[4].
- Égypte : le ministre des Affaires étrangères, Sameh Choukri, s'inquiète des « graves conséquences » et demande d'« exercer un maximum de retenue en évitant d’exposer les civils à plus de dangers »[2].
- Émirats arabes unis : un communiqué officiel appelle à empêcher l'escalade de la violence et à la sécurité des civils[5] puis, le 9 octobre, les Émirats arabes unis se disent « consternés » par la prise d'otage de civils israéliens après l'assaut meurtrier du 7 octobre. Le ministère des Affaires étrangères précise : « Les attaques du Hamas contre les villes et villages israéliens proches de la bande de Gaza, y compris les tirs de milliers de roquettes sur des centres de population, constituent une escalade sérieuse et grave »[6].

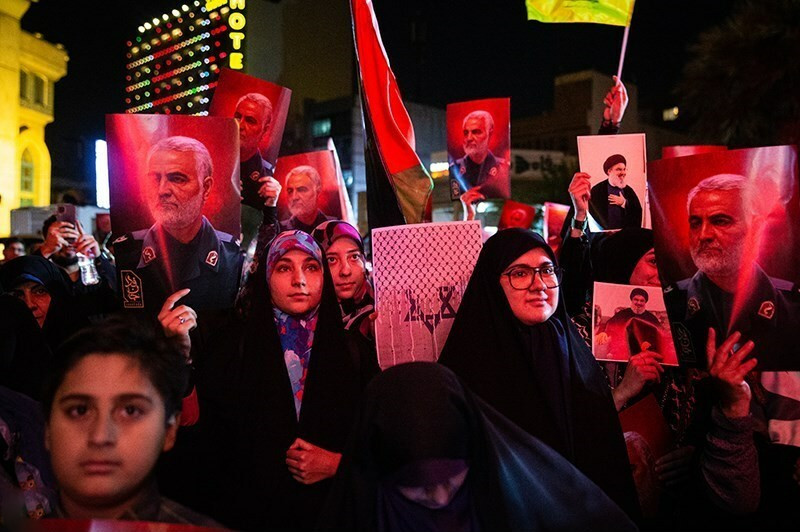
Photographie de l'agence d'information Tasnim : « Rassemblement populaire de Qods, en soutien à l'opération victorieuse d'aujourd'hui des combattants de la résistance palestinienne, qui a commencé contre le régime sioniste et lui a causé de lourdes pertes », sur la place de la Palestine à Téhéran (Iran), le 7 octobre 2023.

- Irak : le gouvernement affirme que les attaques sont le résultat de décennies d'« oppression systémique » par l'« autorité d'occupation sioniste »[7].
- Iran : Yahya Rahim Safavi, le conseiller militaire de l'ayatollah Ali Khamenei, salue la « fière » offensive déclenchée par le mouvement islamiste Hamas contre Israël[8]. Le porte-parole du ministère des affaires étrangères, Nasser Kanaani, réfute les accusations de l'implication de l'Iran dans le conflit[9]. Le 1er novembre, Ali Khamenei exhorte les pays musulmans à stopper toute relation commerciale avec Israël[10]. Dix jours plus tard, le président iranien, Ebrahim Raïssi, appelle les dirigeants des pays musulmans à qualifier « d'organisation terroriste » l'armée israélienne en raison de son opération armée dans la bande de Gaza, et demande à « rompre toute relation politique et économique », notamment dans le domaine de l'énergie, avec « le régime sioniste » (Israël), pays que l'Iran ne reconnaît pas[11].
- Jordanie : le roi de Jordanie Abdallah II déclare, le 11 octobre, qu'« il n'y aurait ni sécurité ni paix sans la création d'un État palestinien indépendant. L'escalade dangereuse, la violence et l'agression en cours dans les territoires palestiniens, montrent clairement que notre région ne connaîtra pas la sécurité et la stabilité sans une paix juste et globale fondée sur la solution à deux États »[12]. Début novembre, le roi Abdallah rappelle « immédiatement » son ambassadeur en Israël pour protester contre l’offensive militaire israélienne dans la bande de Gaza[13].
- Liban : le ministère des Affaires étrangères libanais annonce, le 7 octobre, qu’il « suit avec une grande inquiétude les développements qui ont lieu en Palestine » et affirme que le conflit militaire entre le Hamas et les Israéliens « est le résultat direct de l’occupation continue des territoires palestiniens par Israël, de ses attaques quotidiennes contre les lieux saints islamiques et chrétiens, de sa politique d’expansion des colonies, d’annexion de terres et de la spoliation des droits des Palestiniens »[14].
- Turquie : le président Recep Tayyip Erdoğan exhorte Israéliens et Palestiniens à « agir de manière raisonnable » et « à s'abstenir d'agir impulsivement, ce qui augmenterait les tensions »[15]. Il met en garde Israël contre une attaque « indiscriminée » de la bande de Gaza[16]. Le 25 octobre, il précise : « Le Hamas n’est pas une organisation terroriste, c’est un groupe de moudjahidines qui défendent leurs terres. »[17]. Le 5 novembre, il dénonce le « massacre immoral » à Gaza, alors qu'il a coupé tout contact avec Benyamin Nétanyahou, rappelé son ambassadeur en Israël et également décidé de ne pas rencontrer Anthony Blinken attendu le lendemain à Ankara[18]. Des relations diplomatiques avec Israël sont cependant maintenues par la suite[19].

### Afrique
- Afrique du Sud : novembre 2023, rappel des diplomates en Israël, accusations de génocide[20]. Décembre 2023, procédure contre Israël auprès de la Cour internationale de justice.
- Algérie : le ministère des Affaires étrangères exprime dans un communiqué sa « profonde inquiétude face à l'escalade des agressions sionistes barbares contre la bande de Gaza, qui ont coûté la vie à des dizaines de Palestiniens innocents. L'Algérie appelle aussi la communauté internationale à intervenir immédiatement, à travers les instances internationales concernées, pour protéger le peuple palestinien contre la brutalité et la criminalité sionistes »[21],[22].
- Libye : le premier ministre libyen Abdel Hamid Dbeibah appelle, le 8 octobre, « la communauté internationale à mettre fin aux violations flagrantes de l'occupation israélienne et à mettre fin à ce conflit sanglant ». La Libye « considère également les autorités d'occupation comme responsables des conséquences de la réaction de la résistance palestinienne aux raids en cours contre la mosquée Al-Aqsa, qui nuisent aux Palestiniens »[23].
- Maroc : le Maroc « condamne les attaques contre les civils d’où qu’ils soient »[24]. Le Maroc dans une lettre conjointe signé par 8 pays arabes rejette également le déplacement forcé de la population palestinienne et le ciblage des civils dans la bande de Gaza[25].
- Mauritanie : le ministère mauritanien des Affaires étrangères déclare dans un communiqué que « ce qui se passe est le résultat inévitable des provocations et des violations continues des droits du peuple palestinien ainsi que du caractère sacré de la sainte mosquée Al-Aqsa par les autorités d'occupation israéliennes »[26].
- Soudan : dans un communiqué publié par la SUNA, le ministère des Affaires étrangères (en) déclare que « le Soudan suit avec préoccupation les développements dangereux qui se produisent actuellement en Palestine occupée […] Le Soudan renouvelle son soutien aux droits légitimes du peuple palestinien à avoir un État indépendant. Il appelle au respect du droit international et à la protection des civils innocents. »[27],[28].
- Tunisie : dès le 8 octobre 2023, la Tunisie affirme sa « totale et inconditionnelle » solidarité avec le peuple palestinien[29]. Début novembre, les députés tunisiens débattent sur un projet de loi visant à criminaliser « l’entité sioniste » et « emprisonner tout Tunisien qui communique ou coopère avec l’État hébreu » dans quelque domaine que ce soit[30]. Brahim Bouderbala, président de l'Assemblée des représentants du peuple précise être convaincu que « la Palestine doit être libérée du fleuve à la mer… et que l'État palestinien doit être établi avec la Sainte Jérusalem comme capitale »[31].

### Amérique
- Belize : le 15 novembre 2023, le Belize suspend ses relations diplomatiques avec Israël en raison des « incessants bombardements indiscriminés »[32].
- Bolivie : la Bolivie « déplore les souffrances faites aux civils » et « plaide pour une intervention de l'ONU »[33]. Le 31 octobre 2023, le gouvernement bolivien « a pris la décision de rompre les relations diplomatiques avec l’Etat d’Israël, en signe de rejet et de condamnation de l’offensive militaire israélienne agressive et disproportionnée menée dans la bande de Gaza »[34].
- Brésil : le gouvernement brésilien réitère « son attachement à la solution à deux États, avec un État palestinien économiquement viable, vivant en paix et en sécurité avec Israël, à l'intérieur de frontières mutuellement convenues et internationalement reconnues »[35]. Lula accuse Israël de génocide en février 2024[36].
- Canada : le Premier ministre Justin Trudeau affirme sur X que le Canada « condamne sans réserve l'attaque terroriste menée […] contre Israël »[37].
- Chili : le Chili considère qu'il est « indispensable de relancer, avec le soutien de la communauté internationale, le processus de négociations directes et de bonne foi entre les deux parties, conduisant à un accord de paix juste, complet et définitif »[38]. Le 31 octobre 2023, le Chili rappelle son ambassadeurs en Israël en le justifiant par « les inacceptables violations du droit humanitaire d’Israël dans la bande de Gaza »[34].
- Colombie : le gouvernement colombien réitère l'appel à « reprendre, de manière urgente, le dialogue entre Israël et la Palestine pour entamer un processus de paix menant à la coexistence pacifique, dans des frontières sûres convenues mutuellement et internationalement reconnues, avec un soutien total à l'intégrité territoriale des deux parties »[39]. Le 31 octobre 2023, la Colombie rappelle son ambassadeur en Israël dénonçant un « châtiment collectif pour la population civile palestinienne à Gaza »[34].
- Cuba : le ministère des Affaires étrangères exprime sa grave préoccupation face à l'augmentation du niveau de violence dans le territoire palestinien occupé, soulignant que cette escalade est le résultat de 75 ans de violations continues des droits fondamentaux du peuple palestinien[40].

- Discours du président américain Joe Biden sur les attaques terroristes en Israël, le 10 octobre 2023. États-Unis : le président Joe Biden, qui s'est entretenu avec le Premier ministre israélien Benyamin Netanyahou, met « en garde tout acteur hostile à Israël qui chercherait à profiter de la situation »[15]. Il déclare que « les terroristes du Hamas ont commis des atrocités qui font pâlir l'État islamique »[41].
- Honduras : novembre 2023, rappel de son ambassadeur en Israël[42].
- Mexique : le secrétariat aux Affaires étrangères « condamne les attaques subies par le peuple d'Israël avec des pertes regrettables en vies humaines. Le Mexique présente ses condoléances aux familles des victimes. De la même manière, il appelle à mettre fin à ces violences inappropriées, afin d'éviter une escalade qui causerait davantage de dégâts et de souffrances à la population civile. Le Mexique considère qu'il est essentiel de reprendre le processus de négociations directes et de bonne foi entre les deux parties, afin d'aboutir à un accord de paix juste, complet et définitif. Ce qui précède, dans le cadre de la solution à deux États, reconnaît le droit d'Israël et de la Palestine à coexister en paix, à l'intérieur de frontières sûres mutuellement convenues et internationalement reconnues, conformément aux résolutions adoptées par les Nations unies »[43].
- Nicaragua : mars 2024, procédure contre l'Allemagne devant la Cour internationale de justice pour complicité avec les actions de guerre d'Israël. Octobre 2024, interruption des relations diplomatique avec Israël[44]
- Pérou : le ministère des Affaires étrangères condamne l'attaque et « réaffirme son attachement au processus de paix entre Israël et la Palestine »[45].
- Uruguay : Le président Luis Lacalle Pou a déclaré qu’il condamnait fermement les attaques du Hamas et a appelé à un « cessez immédiat de la violence contre le peuple israélien »[46]. De même, le ministère des Relations extérieures a publié un communiqué officiel dans lequel il a exprimé que le gouvernement et le peuple uruguayen « déplorent avec la plus grande fermeté les actions terroristes en cours contre Israël et sa population » et a souligné leur « engagement envers la sécurité d’Israël »[47].
- Venezuela : le ministère des Affaires étrangères publie une déclaration exprimant sa « profonde préoccupation face à l'évolution des événements récents dans la bande de Gaza, tout en considérant que l'escalade est le résultat de l'impossibilité du peuple palestinien de trouver un espace dans la légalité internationale multilatérale pour faire valoir ses droits historiques »[48].

### Asie
- Afghanistan : le ministère des Affaires étrangères déclare que « la survenue de tels événements est le résultat de la violation des droits du peuple palestinien opprimé par les sionistes israéliens, ainsi que des insultes répétées et du non-respect des lieux saints musulmans, et de tout type de défense et de résistance du peuple palestinien pour la liberté. »[49], faisant allusion aux colons israéliens qui ont pris d'assaut le complexe de la mosquée Al-Aqsa quelques jours avant l'attaque du Hamas[50].
- Azerbaïdjan : le ministère des Affaires étrangères a déclaré « Nous condamnons la violence contre les civils dans la zone de conflit israélo-palestinienne. Nous exprimons nos condoléances pour les pertes tragiques de vies humaines parmi de nombreux civils, tant en Israël que dans la bande de Gaza. Nous appelons à une désescalade urgente de la situation. »[51].
- Bangladesh : le ministère des Affaires étrangères « exhorte les Israéliens et les Palestiniens à faire preuve d'une retenue maximale » et « appelle à un cessez-le-feu immédiat pour éviter de nouvelles pertes de vies innocentes des deux côtés »[52].
- Chine : le ministère des Affaires étrangères indique via un communiqué que le pays « est profondément préoccupée par l'escalade actuelle des tensions et de la violence entre la Palestine et Israël, appelle toutes les parties concernées à rester calmes et faire preuve de retenue, à cesser le feu immédiatement, à protéger les civils et à empêcher une nouvelle détérioration de la situation »[53].
- Inde : le premier ministre Narendra Modi apporte son soutien à Israël : « Nous sommes solidaires d'Israël en ces heures difficiles »[54].
- Japon : le 7 octobre 2023 un porte-parole du ministre des Affaires étrangères déclare que son pays « condamne fermement les attaques de roquettes et les incursions armées contre Israël et exprime ses condoléances aux familles désemparées […] et sa chaleureuse sympathie aux victimes »[55].
- Kazakhstan : selon le représentant officiel du ministère des Affaires étrangères, le pays invite les belligérants à « rechercher des moyens politiques pour résoudre la situation de manière pacifique » afin d'éviter davantage de conflits dans la région[56].
- Pakistan : le ministre des Affaires étrangères Jalil Abbas Jilani (en) déclare, le 8 octobre, que son pays « est profondément préoccupé par l'escalade des hostilités au Moyen-Orient, appelant Israël à cesser immédiatement son oppression dans la Palestine occupée »[57].
- Vietnam : la porte-parole du ministère des Affaires étrangères appelle à « la retenue, éviter toute action compliquant la situation, reprendre les négociations […] sur la base du droit international et des résolutions de l'ONU et assurer la sûreté des civils »[58].

### Europe
- Andorre : le chef du gouvernement Xavier Espot Zamora appelle à « stopper l'escalade des violences, respecter le droit international humanitaire et protéger les populations civiles d'Israël et de Palestine »[59].
- Allemagne : sur le mois d'octobre, les autorisations d'exportations allemandes ont été délivrées pour 303 millions d'euros d'équipements militaires vers Israël (soit près de dix fois plus que sur toute l'année précédente)[60].
- Belgique : le Premier ministre belge Alexander De Croo appelle à l'arrêt des violences et du conflit. La ministre des Affaires étrangères Hadja Lahbib condamne fermement les attaques perpétrées contre les civils israéliens[61].
- Espagne : le président du gouvernement espagnol Pedro Sánchez déclare sur X : « Nous suivons avec consternation l’attaque terroriste contre Israël et nous sommes solidaires des victimes et de leurs familles. Nous condamnons fermement le terrorisme et exigeons la cessation immédiate des violences aveugles contre la population civile. L'Espagne maintient son engagement en faveur de la stabilité régionale »[62]. Sanchez indique en novembre 2023 qu'il juge disproportionnée la stratégie militaire d'Israël à Gaza[63].
- France : la porte-parole du ministère de l'Europe et des Affaires étrangères condamne « avec la plus grande fermeté les attaques terroristes en cours contre Israël et sa population » ; elle a exprimé « la pleine solidarité » de la France avec Israël et les victimes et affirmé « son rejet absolu du terrorisme et son attachement à la sécurité d’Israël »[64]. Quant au président de la République, Emmanuel Macron, il déclare : « Je condamne fermement les attaques des terroristes du Hamas qui frappent actuellement Israël. J'exprime ma pleine solidarité avec les victimes, leurs familles et leurs proches. »[65]. Emmanuel Macron confirme la position française d'une solution à deux États avec « la sécurité pour Israël, et un État pour les Palestiniens »[66].

Quand le 10 novembre, Emmanuel Macron déclare à la BBC qu'il partage la douleur d'Israël et sa « volonté de se débarrasser du terrorisme » mais souligne que « de facto, aujourd’hui, des civils sont bombardés. Ces bébés, ces femmes, ces personnes âgées sont bombardés et tués » à Gaza et qu'il n’y a « aucune justification » ni « aucune légitimité à cela », pour in fine exhorter Israël à arrêter », le premier ministre israélien Benjamin Netanyahou lui répond d'Israël le lendemain n’avoir « pas besoin de ces leçons de morale » et que le président français « fait une erreur grave sur le plan factuel et sur le plan moral » parce qu'Israël « fait tout en son pouvoir pour épargner les civils gazaouis non impliqués » et estime donc que « la responsabilité de tout tort fait aux civils incombe au Hamas », « ce n’est pas Israël qui empêche l’évacuation de civils, mais le Hamas », groupe terroriste armé qui utilise des civils palestiniens comme « boucliers humains ». Il conclut que « ces crimes que le Hamas-État islamique commet aujourd’hui à Gaza seront commis, demain, à Paris, à New York et partout dans le monde. Les dirigeants du monde entier doivent condamner le Hamas-État islamique, pas l’État d’Israël ». En février 2024, Macron considère intolérable la situation à Gaza.
Le 23 juillet 2025, la France accuse Israël de provoquer la famine dans la bande de Gaza. Pour le ministère français des Affaires étrangères, « cette situation est le résultat du blocus imposé par Israël. La France condamne avec la plus grande fermeté les tirs israéliens visant des Palestiniens de Gaza tentant d’obtenir de l’aide humanitaire, qui auraient tué plus de mille personnes lors des deux derniers mois selon l’Onu ».
- Irlande : le ministre des Affaires étrangères Micheál Martin indique qu'« il est important que la voix de la modération émerge dans tout cela. Il est important que nous ne supportions pas d'autres pertes de vie »[72]. Le 13 octobre, le Premier ministre irlandais, Leo Varadkar, déclare qu'« Israël est menacé. Il a le droit de se défendre, mais il n'a pas le droit d'enfreindre le droit humanitaire international. Il s'agit d'une punition collective. Couper l'électricité, couper l'approvisionnement en carburant et en eau, ce n'est pas la façon dont un État démocratique respectable devrait se comporter »[73].
- Malte : « Suivant sa tradition pacifique et neutraliste, Malte appelle à réunir le Conseil de sécurité des Nations unies pour stopper l'escalade des violences »[74].
- Norvège : la ministre des Affaires étrangères « condamne dans les termes les plus forts les attaques sur des civils israéliens et appelle à une cessation immédiate des attaques et des violences »[75].
- Royaume-Uni : « Je suis choqué par les attaques menées ce matin par les terroristes du Hamas contre des citoyens israéliens », déclare le Premier ministre Rishi Sunak. « Israël a le droit absolu de se défendre », ajoute-t-il[15]. Le 12 octobre, alors qu'il arrive au siège de l'OTAN à Bruxelles (Belgique), le ministre de la défense britannique, Grant Shapps déclare que le Hamas est « une organisation terroriste, ce ne sont pas des militants ou des combattants de la liberté », alors qu'Israël « n’attaque pas à dessein des civils et c’est très, très important, c’est une différence essentielle que le monde doit comprendre »[76].
- Russie : la Russie appelle les deux parties à la retenue et à un cessez-le-feu[15]. Lors d'une réception du Premier ministre irakien, Mohammed Chia al-Soudani, au Kremlin, le président russe, Vladimir Poutine, déclare le 10 octobre que ce nouveau conflit entre Israël et le Hamas est un « exemple clair de l'échec de la politique des États-Unis au Moyen-Orient »[77].
- Suisse : la Suisse « condamne les tirs de roquettes et les attaques depuis Gaza contre Israël. Nous exigeons la fin immédiate de l’usage de la violence. Et nous rappelons que la protection des civils est essentielle. », déclare le Département fédéral des affaires étrangères[78].
- Ukraine : le président ukrainien Volodymyr Zelensky soutient fermement Israël[24].
- Vatican : le pape François demande que « les attaques cessent » en Israël et invite à prier « pour qu’il y ait la paix en Israël et en Palestine »[79]. Le 11 octobre, il appelle à la libération « immédiate » des otages israéliens aux mains du Hamas, et se dit « très préoccupé » par le siège de la bande de Gaza[80]. Le 2 février 2024, le pape François envoie une lettre de soutien « aux frères et sœurs juifs en Israël », rendue publique par le Vatican le 3 février[81], où il déplore qu'une des conséquences de la guerre en « Terre Sainte » dans les « opinions publiques mondiales » s'exprime par des « formes d'antisémitisme et d'antijudaïsme ». S'adressant aux « Israéliens et aux Palestiniens » le pape prie pour que « le désir de paix l'emporte chez tous ». Il dit aussi « prier de manière toute spéciale pour le retour des otages », se « réjouissant » pour ceux qui sont rentrés[82].

### Océanie
- Australie : condamnant les crimes « répugnants » commis par le Hamas le 7 octobre, la ministre des Affaires étrangères Penny Wong affirme qu'« Israël a le droit de se défendre »[83]. Elle qualifie les massacres commis par le Hamas d'« actes maléfiques perpétrés par un groupe haineux obsédé par la destruction de l'État d'Israël et l'éradication des juifs. […] Nous condamnons sans équivoque ces attaques et nous appelons à la libération immédiate des otages. L'Australie se tient aux côtés d'Israël, et le fera toujours »[84]. Alors qu'Israël bombarde le Hamas à Gaza, le gouvernement déploie des mesures de protection des synagogues et des mosquées en Australie. Le Premier ministre Anthony Albanese réitère que son gouvernement condamne « les attaques odieuses contre Israël par le groupe terroriste Hamas » et demande à Israël de faire de la préservation des vies civiles à Gaza sa priorité[85]. L'Australie s'abstient lors du vote sur la résolution de l'Assemblée générale des Nations unies du 27 octobre appelant à une trêve. Indiquant qu'elle soutient le principe d'une trêve, l'Australie explique qu'elle ne peut pas voter en faveur d'une résolution qui ne mentionne pas les crimes terroristes commis par le Hamas[86].
- Fidji : le Premier ministre Sitiveni Rabuka, qui comptait ouvrir une ambassade fidjienne à Jérusalem prochainement, condamne les massacres commis par le Hamas le. 7 octobre et indique que son gouvernement est « profondément attristé par les pertes de vies et les souffrances endurées à la fois par des Israéliens et par des Palestiniens en raison du conflit en cours ». Il précise que les soldats fidjiens de la Force multinationale d'observateurs au Sinaï et de la Force des Nations unies chargée d'observer le désengagement sur le plateau du Golan sont en sécurité, de même que les étudiants fidjiens dans les universités israéliennes et les pèlerins chrétiens fidjiens présents en Israël[87]. Fin octobre, le gouvernement fidjien apporte son soutien à la réponse militaire engagée par Israël contre le Hamas, et est l'un des quatorze États (et l'un des six États océaniens) à voter contre la résolution de l'Assemblée générale des Nations unies sur « la protection des civils et le respect des obligations juridiques et humanitaires » à Gaza, qui appelle à une « trêve humanitaire immédiate, durable et soutenue ». Dans le même temps, les Fidji demandent à Israël de considérer comme prioritaire sa responsabilité de protéger les civils palestiniens durant l'opération militaire à Gaza[88],[89],[90].
- Nouvelle-Zélande : la ministre des Affaires étrangères Nanaia Mahuta indique être « fortement inquiète de l'éruption de violences entre Israël et Gaza ». Elle appelle à « la fin immédiate des violences, la protection de tous les civils et le respect du droit humanitaire »[91]. En concertation avec son successeur désigné Christopher Luxon, le Premier ministre Chris Hipkins précise : « Nous sommes horrifiés par la brutalité du Hamas, par le fait qu'il ait ciblé des civils et pris des otages en violation claire du droit international. Nous appelons à la libération immédiate et sans condition de tous les otages »[92]. La Nouvelle-Zélande est l'un des cent-vingt États dans le monde, mais l'un des deux seuls États océaniens (avec les îles Salomon), à voter en faveur la résolution de l'Assemblée générale des Nations unies du 27 octobre appelant à une trêve humanitaire immédiate à Gaza[88].
- Papouasie-Nouvelle-Guinée : le gouvernement qualifie les attaques menée par le Hamas le 7 octobre de « barbares, injustifiées, atroces et brutales ». Le Premier ministre James Marape interpelle en ces termes le Hamas : « Si vous vous engagez sur la voie d'actes de guerre et de terrorisme, la violence en réponse sera égale à celle que vous avez perpétrée. La guerre engendre la guerre ». Il appelle dans le même temps Israël à une réponse proportionnée qui évitera des morts supplémentaires[93]. En soutien à Israël, la Papouasie-Nouvelle-Guinée est l'un des quatorze États (et l'un des six États océaniens) à voter contre la résolution de l'Assemblée générale des Nations unies du 27 octobre appelant à une trêve immédiate et durable à Gaza[88]. Le Premier ministre Marape explique ce choix en ces termes : « C'est le Hamas qui a provoqué la réponse actuelle d'Israël. Et vous ne pouvez pas vous attendre à ce qu'Israël arrête alors que les victimes kidnappées [par le Hamas] n'ont pas été relâchées. [...] Je ne regrette pas du tout de prendre position pour Israël. Ils ont été attaqués ; nous devons les soutenir »[94].

## Organisation internationales
- Nations unies : Le 7 octobre, le coordonnateur spécial des Nations unies pour le processus de paix au Moyen-Orient, Tor Wennesland, condamne l'attaque, déclarant que « les événements ont entraîné d'horribles scènes de violence et de nombreux morts et blessés israéliens, dont beaucoup auraient été kidnappés à l'intérieur de la bande ». Il insiste également sur le fait que « les attaques odieuses visant les civils doivent cesser immédiatement »[95]. De son côté, le porte-parole du secrétaire général de l'ONU annonce, le 11 octobre, que « 11 membres de l'organisation ainsi que 30 élèves de ses écoles ont été tués dans la bande de Gaza depuis le début des affrontements entre le Hamas et Israël », en indiquant qu'il est « profondément bouleversé par l'annonce du siège de Gaza par Israël, a appelé à un accès humanitaire rapide et sans entrave »[96]. Le 24 octobre, le secrétaire général António Guterres déclare que « les attaques du Hamas ne se sont pas produites en dehors de tout contexte. Le peuple palestinien a subi cinquante-six ans d’une occupation suffocante »[97], après quoi Israël cesse d’accorder des visas aux fonctionnaires de l’ONU[98]. Les dirigeants des principales agences de l'ONU publient un communiqué commun pour exprimer leur indignation face au refus d'Israël d'accepter un cessez-le-feu humanitaire et appellent à la libération les 240 otages kidnappés en Israël le 7 octobre[99] . Le 7 novembre, Volker Türk déclare : « Les atrocités perpétrées par des groupes armés palestiniens le 7 octobre sont abominables, ce sont des crimes de guerre - de même que la détention d'otages » et ajoute : « La punition collective des civils palestiniens par Israël est aussi un crime de guerre, de même qu'est illégale l'évacuation forcée de civils »[60].
- OTAN : le porte-parole Dylan White déclare dans un communiqué que l'organisation condamne « les attaques terroristes du Hamas contre Israël, partenaire de l'OTAN et qu'Israël a le droit de se défendre »[100].
- Union africaine : l'Union africaine demande aux deux parties de « revenir, sans conditions préalables, à la table des négociations pour mettre en œuvre le principe de deux États vivant côte à côte[101]. »
- Union européenne : la présidente de la Commission européenne Ursula von der Leyen dénonce l’attaque « insensée » du Hamas contre Israël. Elle ajoute que « cette violence, ce n’est ni une solution politique, ni un acte de bravoure. C'est purement du terrorisme. L’Union européenne se tient aux côtés d'Israël »[102].

L'Union européenne désigne comme terroristes le 8 décembre 2023 Mohammed Deif et Marwan Issa (en), hauts responsables de l'aile militaire du Hamas et le 16 janvier 2024, Yahya Sinwar, chef politique du Hamas.
- Ligue arabe : les États membres de la Ligue arabe se réunissent en urgence le 11 octobre au Caire, à l'appel de la Palestine. Le sommet adopte une résolution dans laquelle il réclame la levée du siège, et dénonce les violations du droit international par Israël[104],[105].

« Nous demandons la cessation immédiate de la guerre israélienne contre la bande de Gaza et l'escalade dans la bande et ses environs. Appelons toutes les parties à faire preuve de retenue et mettons en garde contre les répercussions humanitaires et sécuritaires catastrophiques »

## Organisations humanitaires et non gouvernementales
Le 9 octobre, Human Rights Watch (HRW) indique que la conduite du Hamas et d'Israël constitue des crimes de guerre,. Un mois plus tard, le Haut-Commissaire des Nations unies aux droits de l'homme, Volker Türk, s'affiche sur cette même position.
Peu après les attentats terroristes, l'organisation Médecins du monde demande l'instauration d'un corridor humanitaire dans la bande de Gaza.
Le 20 octobre 2023, Amnesty International affirme avoir enquêté sur cinq attaques israéliennes entre le entre le 7 et le 12 octobre 2023, et qu'elle « détient des preuves accablantes de crimes de guerre, alors que les attaques israéliennes anéantissent des familles entières à Gaza ».
HRW et Amnesty International ont accusé Israël d'avoir utilisé du phosphore blanc le 10 et 11 octobre 2023,,.
Le dernier jour du mois, Reporters sans frontières (RSF) dépose une plainte pour crimes de guerre auprès du bureau du procureur de la Cour pénale internationale (CPI), pour la mort de 9 journalistes et 2 blessés dans l’exercice de leurs fonctions, et pour la destruction totale ou partielle des locaux de plus de 50 media à Gaza,.
Alors que plusieurs chefs d'État et de gouvernement sont accueillis le 8 novembre à Paris par Emmanuel Macron pour évoquer la situation préoccupante au Proche-Orient, treize organisations dont Médecins sans frontières (MSF), Amnesty International ou la Fédération internationale pour les droits humains (FIDH), les appellent « à faire tout ce qui est en leur pouvoir pour obtenir un cessez-le-feu immédiat » et à « garantir l'entrée de l'aide humanitaire à Gaza et le respect du droit international humanitaire ».

## Réactions politiques nationales

### En France
En France, tous les partis représentés au Parlement condamnent l'offensive du Hamas. La France insoumise (LFI), bien que condamnant les violences faites aux civils, met vivement en cause la politique israélienne de colonisation qu'ils accusent d'avoir une part de responsabilité dans la situation actuelle, s'attirant les critiques de plusieurs observateurs et de ses adversaires politiques,. Jean-Luc Mélenchon, Manuel Bompard, Louis Boyard, Mathilde Panot, Danièle Obono, etc.) renvoient dos à dos les deux parties et refusent de parler de « mouvement terroriste », évoquant néanmoins des « crimes de guerre, qui visent à la terreur, donc on peut appeler ça terroriste » de la part de la branche armée du Hamas,.
Le Nouveau Parti anticapitaliste (NPA) écrit sur son site : « Le NPA ne se joint pas à la litanie des appels à la prétendue “désescalade” […] Le NPA rappelle son soutien aux PalestinienNEs et aux moyens de luttes qu’ils et elles ont choisi pour résister. » Le communiqué se termine par le mot « intifada », suivi d’un point d’exclamation, faisant selon Le Figaro, « ainsi explicitement l’apologie des deux vagues de violences populaires dirigées contre les militaires et les civils israéliens. » Face à la polémique, le NPA choisit de maintenir ses positions dans un second communiqué publié le 9 octobre 2023 (où sont toutefois dénoncées « les tueries de civils menées par le Hamas »). Le lendemain, Gérald Darmanin, annonce sur le plateau de Quotidien que le pôle national de lutte contre la haine en ligne a ouvert une enquête pour « provocation aux actes de terrorisme » et « apologie du terrorisme » contre ce parti. L'enquête est confiée à la brigade criminelle de Paris,.
Le parti des Indigènes de la République publie sur X le 8 octobre : « Que la Résistance palestinienne qui mène son action avec détermination et confiance dans des conditions héroïques reçoive en ces heures terribles toute notre fraternité militante ».
En réponse, le sénateur Stéphane Le Rudulier (LR) demande à Élisabeth Borne, de dissoudre « le NPA, La France insoumise, la Jeune Garde, les Indigènes de la République ». Il annonce également son intention de déposer une « proposition de loi pour pénaliser l’antisionisme ».
Le 11 octobre, Gérard Larcher, prononce un discours dans lequel il qualifie les attaques du Hamas de « crimes contre l'humanité », avant de demander aux sénateurs et aux membres du gouvernement d'observer une minute de silence. Le lendemain, Emmanuel Macron, consacre sa première adresse aux Français depuis la crise de la réforme des retraites aux évènements en Palestine.
Le 7 février 2024 est rendu un hommage national aux victimes françaises du Hamas.

### Au Soudan
Bien que le Soudan ait officiellement normalisé ses relations avec Israël en début d'année, la population soudanaise reste fortement antisioniste et la quasi-totalité de la classe politique du pays (Mouvement islamique soudanais, Parti du congrès populaire (en), Alliance des forces populaires, Parti communiste soudanais, Forces de la liberté et du changement – Conseil central etc.) salue l'attaque du Hamas en des termes très élogieux,,.

## Réactions du monde de la culture
Le collectif Une autre voix publie, le 13 novembre 2023 une tribune appelant à une marche silencieuse, le 19 novembre signée par 500 personnalités dont Isabelle Adjani, Alex Lutz, Christophe Honoré, Agnès Jaoui, Bruno Podalydès, Elsa Wolinski. Répondant à l'appel du collectif, entre 15 000 et 20 000 personnes participent à la marche.

### Réactions du monde de la musique
Dans un message adressé le 10 octobre aux musiciens du West-Eastern Divan Orchestra et aux étudiants de l'académie Barenboïm-Saïd, Daniel Barenboim écrit : « J'ai suivi les événements de ce week-end avec horreur, et la plus grande préoccupation, alors que j'observe la situation en Israël et Palestine empirer […] L'attaque du Hamas sur la population israélienne civile est un crime atroce, que je condamne fermement. La mort de tant de personnes au sud d'Israël et à Gaza est une tragédie qui marquera durablement. » Les jeunes musiciens israéliens et palestiniens de l'orchestre et de l'académie rongés par l'angoisse tentent de passer au-dessus des tensions pour continuer malgré tout à s'asseoir ensemble aux pupitres. Pour Laurent Petitgirard, « Barenboïm mérite le Prix Nobel de la Paix ».
Tous les concerts étant annulés, l'orchestre philharmonique d'Israël dirigé par Lahav Shani a diffusé le 22 octobre sur son site internet un concert lors duquel le public était remplacé sur les fauteuils par l'image des otages. L'orchestre a interprété l'Hatikvah suivi de la Fanfare to Israël (1950) de Paul Ben-Haim et de la Symphonie héroïque de Ludwig van Beethoven.
Décision qui fait débat au Royaume-Uni, l'université de Cambridge a annoncé le 25 octobre l'annulation des représentations de Saül de Georg Friedrich Haendel. Selon la déclaration de la présidente de la Cambridge University Opera Society, « compte tenu des parallèles de ce conflit, [la] production n'était pas en mesure d'affronter pleinement les problèmes qui présentent une synchronicité frappante avec le conflit en cours au Moyen-Orient ».
Debora Waldman, directrice musicale de l'orchestre national Avignon-Provence, dont l'apprentissage musical s'est déroulé au kibboutz Ga'aton (en), a déclaré : « Il est trop tôt pour moi pour m'exprimer, je suis sans paroles, effondrée, au-delà de l'entendement humain. Mais aucune origine ou croyance ne peut justifier ces agressions inhumaines ».
Igor Levit, pianiste germano-russe et militant engagé contre l'extrême droite et l'antisémitisme, a affirmé : « Mon cœur d'homme est brisé, mon cœur juif est brisé. Il m’est presque impossible d'exprimer avec des mots la douleur de ce qui arrive au peuple d'Israël. Des enfants, des femmes, des personnes âgées, kidnappées, assassinées. Cette barbarie du Hamas me révolte. Et je suis extrêmement en colère. Je ne suis pas religieux. Je ne sais pas comment prier. Mais qu’il s’agisse de prières, ou simplement de toutes mes pensées : elles vont toutes à ceux qui souffrent ».
L'orchestre philharmonique de Berlin dirigé par Kirill Petrenko, les chœurs et orchestres de la rundfunk-Sinfonieorchester Berlin, le Konzerthaus, le Staatsoper Unter den Linden, l'opéra allemand de Berlin et l'opéra-Comique de Berlin de James Gaffigan ont condamné l'attaque du Hamas contre Israël et la catastrophe humanitaire générée dans la région, exprimant « soutien et pensées à tous, tant du côté israélien que palestinien » dans une lettre co-signée le 9 novembre 2023, 85e anniversaire de la nuit de Cristal.
Premier musicien classique à réagir publiquement à l'attaque terroriste perpétrée par le Hamas, Ievgueni Kissine s'exprime dans un message vidéo enregistré dans la grande salle du Philharmonique, s'adressant directement au Hamas qui, ne retenant pas les leçons de l'histoire, « ne réalise pas que nous sommes immortels. Nous sommes là depuis plus de 3 000 ans. Beaucoup de gens ont tenté de nous exterminer mais à chaque fois ils ont échoué [...] » et stigmatisant Vladimir Poutine qui a « mis le feu à l'Ukraine, s'est allié avec le diable dans le Haut-Karabagh et maintenant avec le Hamas ».
Stéphane Braunschweig, metteur en scène d'opéra et directeur du théâtre de l'Odéon, Richard Brunel, metteur en scène et directeur de l'opéra de Lyon, Emmanuel Hondré, directeur général de l'opéra national de Bordeaux, Christophe Honoré, réalisateur de films musicaux, Ibrahim Maalouf, trompettiste et compositeur, Anne Gravoin, violoniste, sont parmi les signataires de l'appel du collectif Une autre voix,.